# Coleophora cornivorella
Coleophora cornivorella é uma espécie de mariposa do gênero Coleophora pertencente à família Coleophoridae.